# Léon Meyer

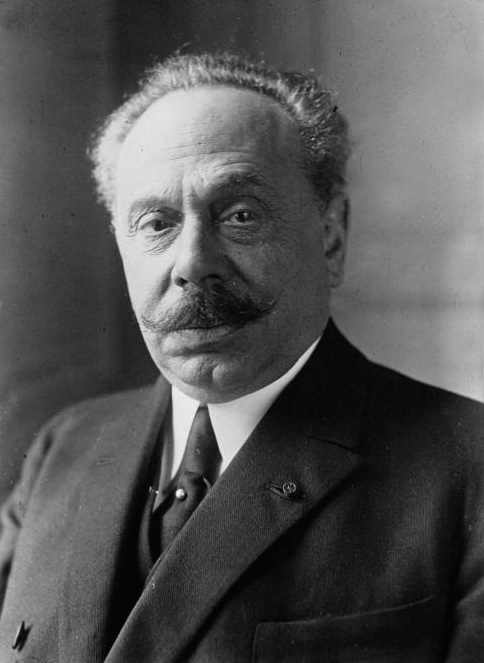
Léon Meyer (1924)

Léon Meyer (geboren 11. September 1868 in Le Havre; gestorben 22. Januar 1948 in Paris) war ein französischer Politiker, Minister und Bürgermeister. Meyer war Überlebender des Holocaust.

## Leben
Meyer absolvierte seine Schulzeit von 1872 bis 1885 in Le Havre. Zwischen 1886 und 1888 leistete er bei der französischen Armee Militärdienst beim 5. Husarenregiment. In Le Havre gründete er 1889 eine Kaffee-Import-Firma und war anschließend als Kaffeeimporteur tätig. Von 1902 bis 1919 war er Präsident der Vereinigung der Kaffeeimporteure. Des Weiteren war er zwischen 1900 und 1936 „conseiller général“ im Departement Seine Inférieure. Von 1912 bis 1919 war er Stadtrat von Le Havre und anschließend bis 1941 dortiger Bürgermeister. Als Abgeordneter der Radikal-Sozialistischen Partei gehörte er von 1923 bis 1940 der französischen Deputiertenkammer an. Am 10. Juli 1940 stimmte er in der Nationalversammlung für die erweiterten Vollmachten für Marschall Pétain und damit für das Ende der Dritten Republik.
Meyer wurde 1924 Sous-secretaire für die Handelsmarine (Kabinett Herriot I) und 1931 für die Nationalökonomie, den Handel und die Industrie (Kabinett Steeg). Er war zwischen 1932 und 1933 Handelsmarine-Minister. 1937 wurde Vizepräsident der Kommission für auswärtige Angelegenheiten der Deputiertenkammer.
Meyer wurde aufgrund seiner jüdischen Herkunft gemeinsam mit seiner Ehefrau und Tochter spätestens 1944 in das KZ Bergen-Belsen deportiert und von dort in das Ghetto Theresienstadt, wo die Familie am 12. Juli 1944 ankam. Im Theresienstadt-Konvolut ist Meyer als „B-Prominenter“ aufgeführt. Er wurde am 8. Mai 1945 in Theresienstadt durch die Rote Armee befreit. Meyer starb 1948 in Paris.
Im Stadtzentrum von Le Havre ist ein Platz, auf dem eine Büste von ihm steht, nach ihm benannt.

## Auszeichnungen
- Ritter der französischen Ehrenlegion (1909)
- Offizier der Ehrenlegion (1919)
- Großoffizier des Leopoldsordens von Belgien (1925)
- Kommandeur des „Heiligen Schatzes von Japan“
- Seeverdienstorden[2]